# Emiratos Árabes Unidos en los Juegos Paralímpicos
Emiratos Árabes Unidos en los Juegos Paralímpicos está representado por el Comité Paralímpico de los Emiratos Árabes Unidos, miembro del Comité Paralímpico Internacional.
Ha participado en nueve ediciones de los Juegos Paralímpicos de Verano, su primera presencia tuvo lugar en Barcelona 1992. El país ha obtenido un total de 22 medallas en las ediciones de verano: 5 de oro, 11 de plata y 6 de bronce.
En los Juegos Paralímpicos de Invierno Emiratos Árabes Unidos no ha participado en ninguna edición.

## Medallero

### Por edición
Juegos Paralímpicos de Verano
| Evento              | Oro | Plata | Bronce | Total |
| ------------------- | --- | ----- | ------ | ----- |
| Barcelona 1992      | 0   | 0     | 0      | 0     |
| Atlanta 1996        | 0   | 0     | 0      | 0     |
| Sídney 2000         | 0   | 3     | 1      | 4     |
| Atenas 2004         | 1   | 1     | 2      | 4     |
| Pekín 2008          | 0   | 1     | 0      | 1     |
| Londres 2012        | 1   | 1     | 1      | 3     |
| Río de Janeiro 2016 | 2   | 4     | 1      | 7     |
| Tokio 2020          | 1   | 1     | 1      | 3     |
| París 2024          | 0   | 0     | 0      | 0     |
| TOTAL               | 5   | 11    | 6      | 22    |

### Por deporte
Deportes de verano
| Evento                    | Oro | Plata | Bronce | Total |
| ------------------------- | --- | ----- | ------ | ----- |
| Atletismo                 | 1   | 7     | 6      | 14    |
| Levantamiento de potencia | 2   | 1     | 0      | 3     |
| Tiro                      | 2   | 3     | 0      | 5     |
| TOTAL                     | 5   | 11    | 6      | 22    |